# 1941 en Palestine mandataire
Chronologie de la Palestine
- 1937
- 1938
- 1939
- 1940
- 1941
- 1942
- 1943
- 1944
- 1945

Cette page concerne les évènements survenus en 1941 en Palestine mandataire :

## Évènements
- juin 1940 à juin 1941 : Bombardements italiens de la Palestine mandataire pendant la Seconde Guerre mondiale
- 14 juillet : Seconde Guerre mondiale : L'armistice de Saint-Jean-d'Acre (également connu sous le nom de « Convention d'Acre ») est signé à la Sidney Smith Barracks, en périphérie de la ville d'Acre en Palestine, mettant fin à l'invasion par les Alliés de la Syrie et du Liban contrôlés par la France de Vichy[1].

## Création
- Le groupe paramilitaire sioniste Palmah est créé dans le but de servir de force de guérilla en cas d'invasion allemande.
- Kibboutzim :  Ramat HaShofet, Dorot et Kvutzat Yavne (en).
- Services de soins de santé Maccabi (en) (ou Kupat Holim Maccabi).

## Sport
- Liga Bet (1941-1942) (en) (football)
- Coupe de la Palestine (1941) (en) (football)
- Saison 1940-1941 de football en Palestine mandataire (en)
- Saison 1941-1942 de football en Palestine mandataire (en)

## Naissances
- 24 janvier : Dan Shechtman, chimiste israélien et lauréat du prix Nobel de chimie (en 2011).
- 25 janvier : Ya'akov Shefi (en), homme politique israélien.
- 11 février : Avraham Hirschson, homme politique israélien (mort en 2022).
- 13 mars : Mahmoud Darwich, poète et prosateur arabe palestinien (mort en 2008).
- 1er avril : Gideon Gadot, personnalité politique et journaliste israélien (mort en 2012).

## Décès
- 20 mai : David Ratziel (né en 1910), juif palestinien né en Russie, combattant de la clandestinité juive et l'un des fondateurs de l'Irgoun.
- 2 octobre : Menahem Ussishkin (né en 1863), Juif palestinien né en Russie, dirigeant sioniste notable et président du Fonds national juif.